# I'm Goin' to Praiseland
«I'm Goin’ to Praiseland» (укр. Я їду у «Святу землю») — дев'ятнадцята серія дванадцятого сезону мультсеріалу «Сімпсони». Прем'єрний показ відбувся 6 травня 2001 року.

## Сюжет
Нед Фландерс йде на побачення зі своєю старою знайомою Рейчел. Він веде її до себе додому, де все нагадує Неду про його покійну дружину Мод. Фландерс раз і назавжди вирішує позбутися від гнітючої пам'яті і запрошує до себе Сімпсонів, щоб ті викинули всі речі, що нагадують про дружину. Після глобальної зачистки мотлоху випадково залишається щоденник Мод, де вона описувала свої мрії, однією з яких була споруда Християнського парку розваг. Заручившись підтримкою жителів Спрінгфілда, Нед Фландерс здійснює мрію своєї дружини. Спрінгфілдцям швидко набридає нудний парк, але незабаром з'являється «чудо» — газ, який викликає у всіх галюцинації.